# Эрбенова, Хелена
Хе́лена (Ге́лена) Э́рбенова, урождённая Балаткова (чеш. Helena Erbenová; род. 6 февраля 1979, Яблонец-над-Нисоу, Северочешский край) — чешская лыжница, участница двух Олимпийских игр и пяти чемпионатов мира, призёр этапа Кубка мира. Специализировалась в дистанционных гонках. Дочь Хелены Шиколовой и свояченица Лукаша Бауэра.

## Карьера
В Кубке мира Эрбенова дебютировала в 13 декабря 1997 года, в декабре 2006 года единственный раз попала в тройку лучших на этапе Кубка мира, в эстафете. Кроме этого имеет на своём счету 6 попаданий в десятку лучших на этапах Кубка мира, все в эстафетах, в личных гонках не поднималась выше 13-го места. Лучшим достижением Эрбеновой в общем итоговом зачёте Кубка мира является 63-е место в сезоне 2006-07.
На Олимпиаде-2002 в Солт-Лейк-Сити, показала следующие результаты: масс-старт 15 км свободным стилем — 41-е место, гонка преследования — 42-е место, эстафета — 4-е место, спринт — 42-е место.
На Олимпиаде-2006 в Турине, стала 12-й в командном спринте, 29-й в скиатлоне 7,5+7,5 км, 6-й в эстафете и 39-й в масс-старте на 30 км.
За свою карьеру участвовала в пяти чемпионатах мира, лучший результат 5-е место в эстафете на чемпионате мира 2007 года в Саппоро, в личных гонках не поднималась выше 20-го места.
Использовала лыжи производства фирмы Fischer.